# Лаура Соларі
Лаура Соларі (італ. Laura Solari; 5 січня 1913, Трієст, Австро-Угорщина — 13 вересня 1984, Беллінцона
, Швейцарія) — італійська акторка.

## Життєпис
Лаура Камаур, донька художника, навчалася у Відні та в міланській Академії Брера. Незабаром почала роботу в кіно, де їй переважно діставалися ролі фатальних жінок. У 1930 році одружилася з угорським офіцером Оскаром Семі, розлучилася у 1940 році в Ріно. У тому ж році удостоїлася призу Венеціанського кінофестивалю за роль у фільмі «Дон Паскуаль». Завдяки тісній співпраці німецьких та італійських кінематографістів в 1940-ві роки Лаура Соларі стала найбільш відомою італійською кінозіркою в Німеччині, знявшись в трьох фільмах виробництва UFA.
У повоєнні роки була зайнята переважно в театрі і на італійському телебаченні.

## Фільмографія
- 1939 — Дружина в небезпеці / Una moglie in pericolo — Мікеліна
- 1940 — Дон Паскуаль / Don Pasquale — Норіна / Софронія
- 1941 — Für Alles Gloria
- 1942 — Die Sache mit Styx
- 1942 — ГПУ / GPU
- 1942 — Луїза Сан-Феліче / Luisa Sanfelice — Луїза Сан-Феліче
- 1953 — Il mondo le condanna
- 1953 — Римські канікули / Roman Holiday — секретарка містера Геннессі
- 1961 — Vacanze alla Baia d'Argento
- 1961 — Im Stahlnetz des Dr. Mabuse
- 1961 — Ромул і Рем / Romolo e Remo — Рея Сільвія
- 1968 — Бандити в Мілані / Banditi a Milano — мати Туччо